# Ɯ̃
Cette page contient des caractères spéciaux ou non latins. S’ils s’affichent mal (▯, ?, etc.), consultez la page d’aide Unicode.
Ɯ̃ (minuscule : ɯ̃), appelé M culbuté tilde ou U dans l’U tilde, est une lettre additionnelle utilisée dans l’écriture de l’emberá chamí. Elle est composée d’un M culbuté diacrité d’un tilde.

## Représentation informatique
Le M culbuté tilde peut être représenté par les caractères Unicode suivants :
- décomposé (latin étendu B, Alphabet phonétique international, diacritiques)

| Formes    | Représentations | Chaînes de caractères | Points de code | Descriptions                                        |
| --------- | --------------- | --------------------- | -------------- | --------------------------------------------------- |
| capitale  | Ɯ̃               | Ɯ◌̃                    | U+019C U+0303  | lettre majuscule latine m culbuté diacritique tilde |
| minuscule | ɯ̃               | ɯ◌̃                    | U+026F U+0303  | lettre minuscule latine m culbuté diacritique tilde |